# Culture des Fidji

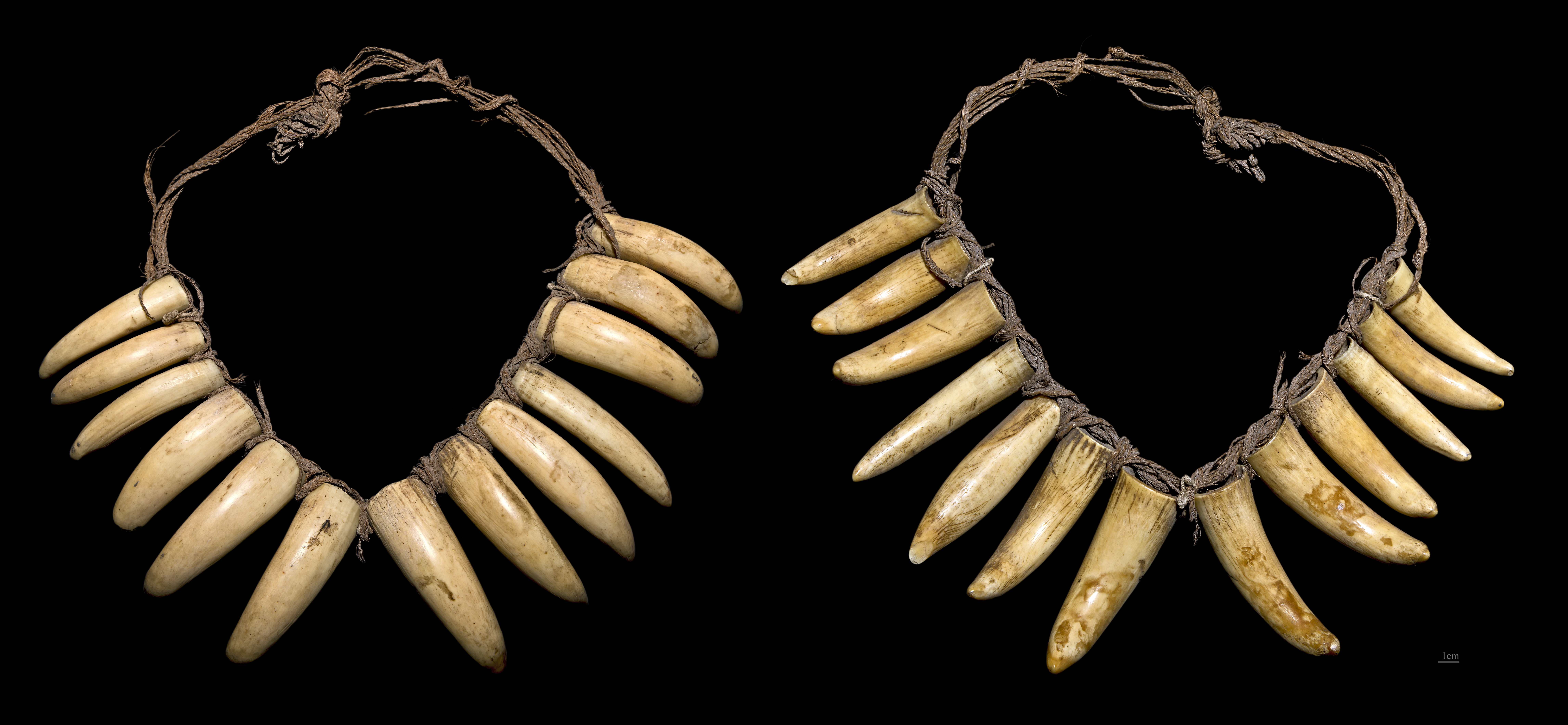
Collier de dents de grand cachalot.

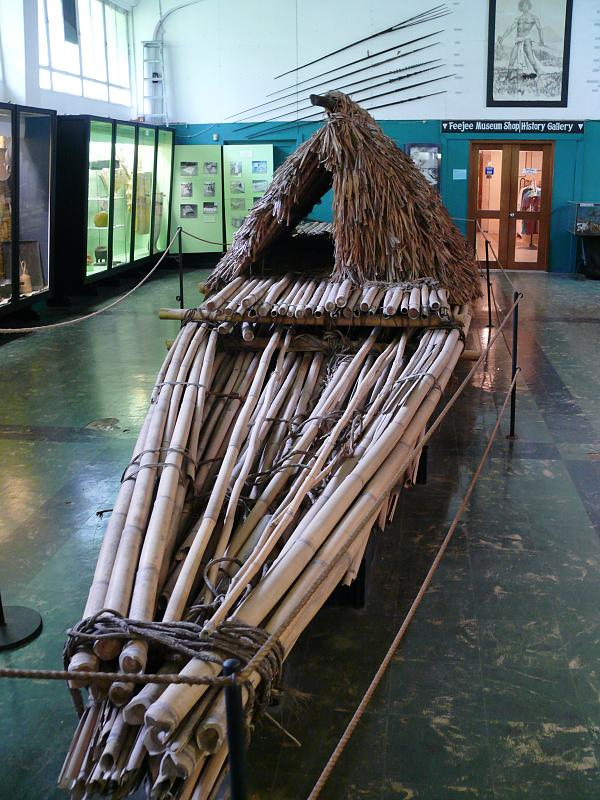
Embarcation au Fiji Museum.

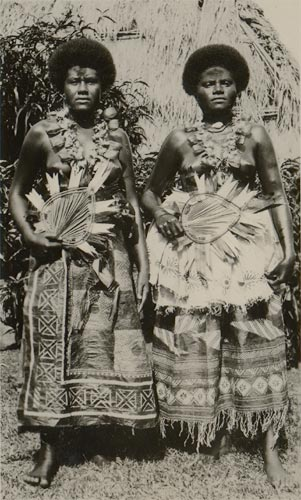
Femmes des Fidji en costume de cérémonie, 1935, Stinson's studio-Fiji

Cet article aborde différents aspects de la culture des Fidji.

## Patrimoine culturel

### Patrimoine traditionnel: culture iTaukei

#### Danses traditionnelles:meke
Les danses et chants tribaux traditionnels des îles Fidji (culture iTaukei) sont les meke. Issus du folklore local avant la christianisation et la colonisation, ils accompagnent de nombreux évènements sociaux ou religieux. Les thèmes abordés dans les chants s'inspirent des contes, de la mythologie, de la géographie ou de la mémoire clanique fidjiens.

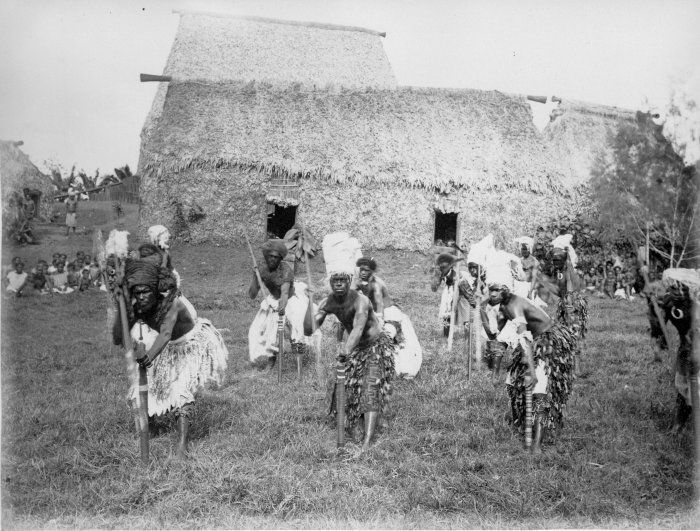
Danse des lances, 1881.

Un groupe de danseurs (matana) est accompagné par un orchestre (vakatara). Les protagonistes portent des ornements (souvent floraux) ou des costumes. Les instruments utilisés pour accompagner les danses sont des percussions en bois et en bambou.

#### Instruments de musique
Les lali sont des idiophones en bois traditionnels utilisés dans un contexte cérémoniel, notamment pour accompagner musicalement les meke. Avant la période chrétienne et coloniale, ils étaient également utilisés comme moyen de communication au sein et entre les communautés. Les rythmes utilisés avaient alors une significations comme une naissance, un décès ou une attaque. 
Fabriqués à partir d'un tronc d'arbre évidé (généralement du vesi - Intsia bijuga), le corps de l'instrument est frappé par les percussionnistes à l'aide de bâtons de bois plein. La fabrication d'un lali est un évènement peu fréquent donnant lieu à des célébrations festives pour les tribus impliquées.

Exemples de lali
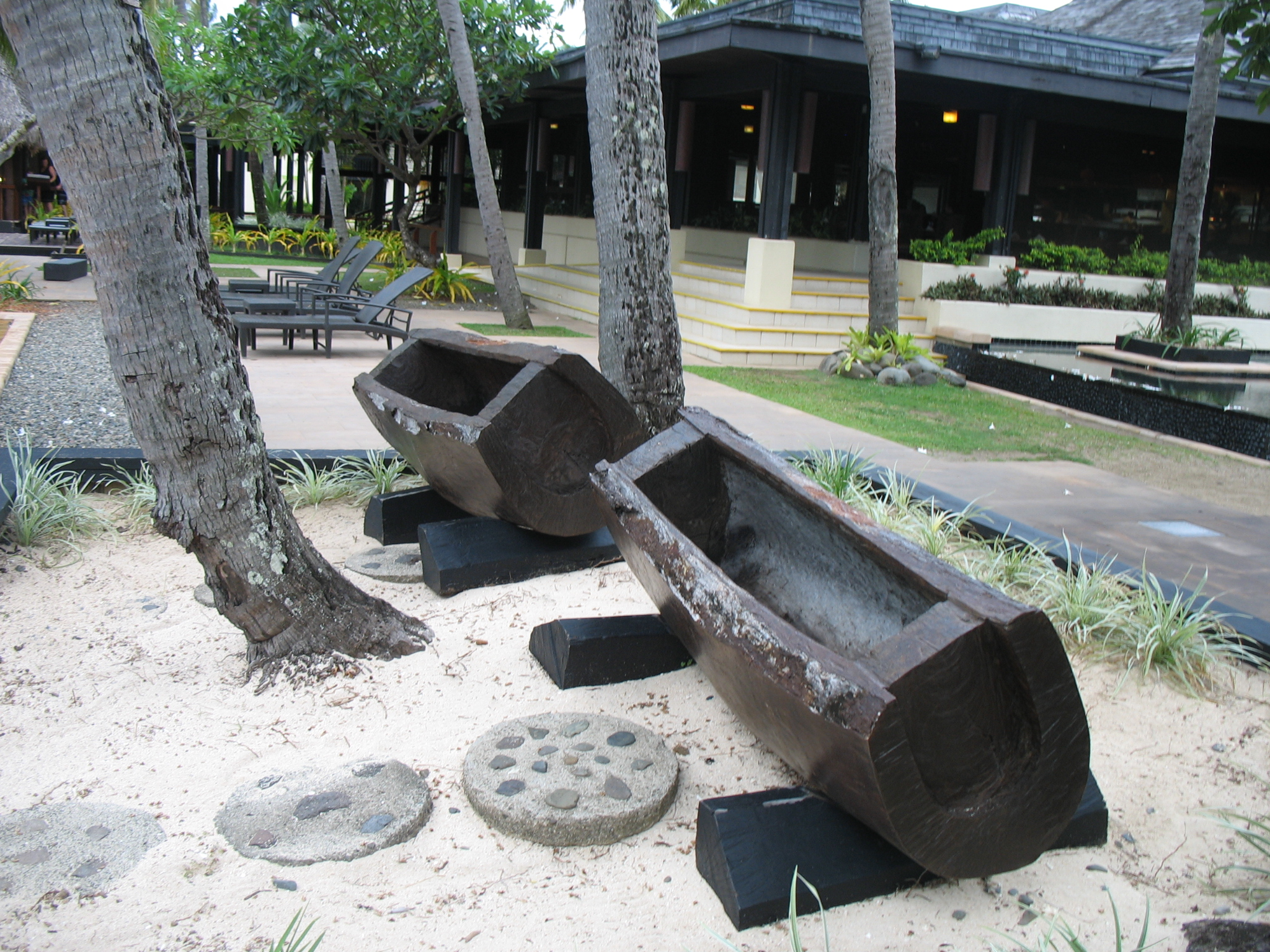
Lali exposés dans un hôtel (Nadi)
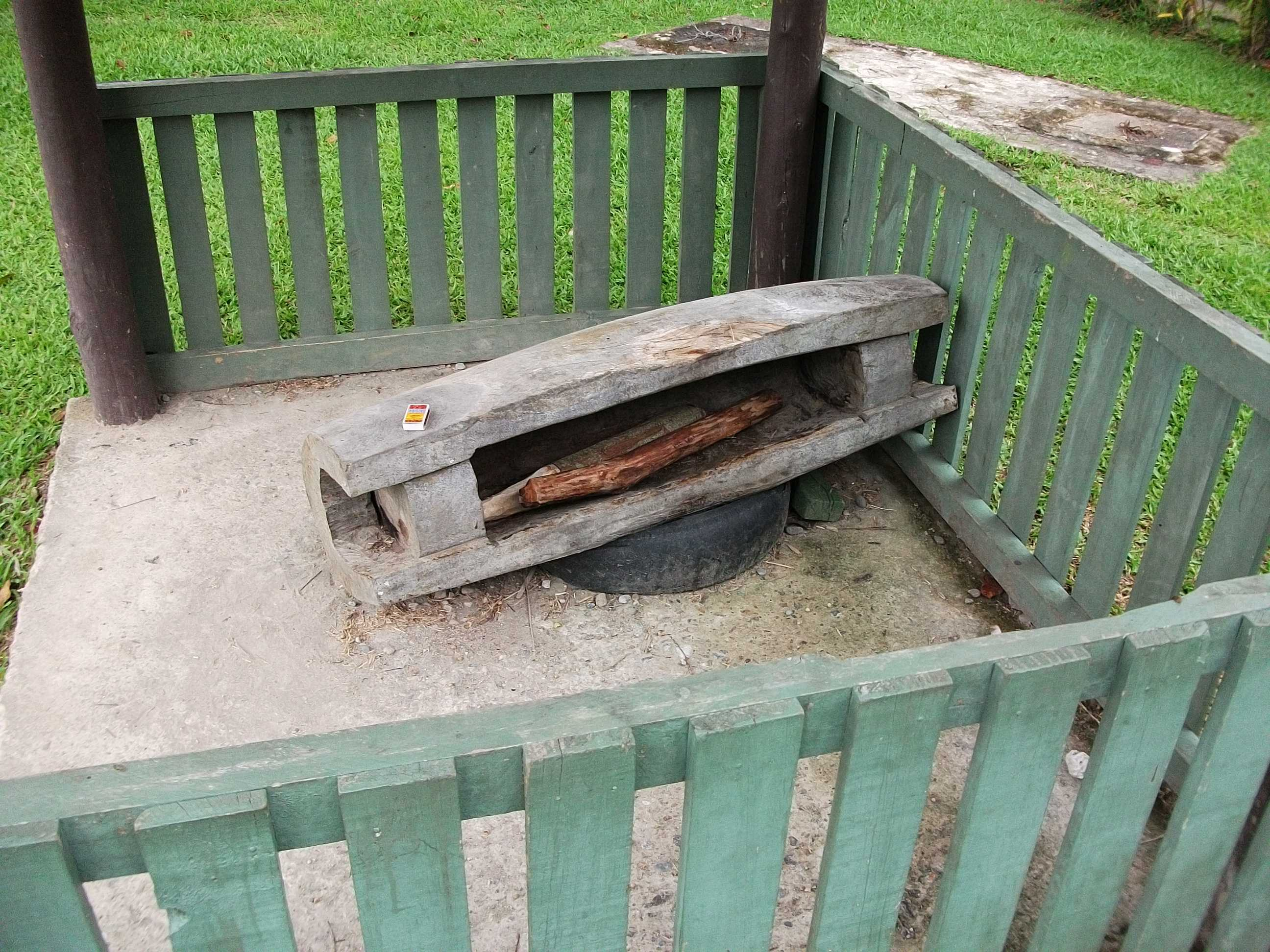
Lali (Suva)

### Patrimoine moderne et contemporain

#### Musées
- Fiji Museum

### Films des îles Fidji
- Flynn (1996)
- Pear ta ma 'on maf (2004)

## Médias
La presse écrite fidjienne comprend deux quotidiens nationaux privés, notamment le Fiji Times dont l'histoire remonte à la période pré-coloniale en 1869. La Fijian Broadcasting Corporation (FBC) est l'entreprise publique de radiodiffusion et gère six chaînes de radio et trois chaînes de télévision. Elle est concurrencée par diverses chaînes de télévision et de radio privées,.

## Inscription au patrimoine mondial
Le programme Patrimoine mondial (UNESCO, 1971) a inscrit :
- Liste du patrimoine mondial aux Fidji

### Discographie
- (en) Bula Fiji Bula: music of the Fiji Islands, East Grinstead, West Sussex, Clearwater, ARC Music, 2001, 1 CD (59 min 10 s) + 1 brochure